# أنتانجل
أنتانجل (بالإنجليزية:  Untangle)‏ هي شركة خاصة توفر بوابة شبكة مفتوحة المصدر للأعمال الصغيرة. توفر أنتانجل العديد من برامج البوابات مثل منع البرمجيات الخبيثة، حماية من التصيد، وقاية من الاختراق، .تأسست الشركة في عام 2003 باسم Metavize, Inc.
من أشهر منتجاتها برنامج untangle وهو مشروع يحمل نفس اسم الشركة وهو حر مفتوح المصدر بديل لل sonicwall، وبالإضافة إلى أساسيات (الجدار الناري، VPN ،IPS & routing)، فهو يُعد حل يجعل من السهل السيطرة وإيقاف الرسائل الأقتحامية، التجسس، الفيروسات، التصيد، الدعارة والقمار).